# دامداري رضانيا
دامداري رضانيا (بالإنجليزية: Damdari Rezania)‏ هي مستوطنة تقع في Baghestan Rural District في إيران. يقدر عدد سكانها بـ 13 نسمة .